# 莫米尔·佩特科维奇
莫米尔·佩特科维奇（1953年7月21日—），塞尔维亚男子摔跤运动员。他曾代表南斯拉夫参加1976年和1984年夏季奥林匹克运动会摔跤比赛，其中1976年奥运会获得一枚金牌。